# Кройцкирхе
О церкви в Ганновере см. Кройцкирхе (Ганновер)
Кройцкирхе (нем. Kreuzkirche, то есть церковь Святого Креста) — главный лютеранский храм Дрездена и самая вместительная церковь Саксонии. Колокольня церкви издавна доминирует в панораме Старого рынка (хотя находится на некотором отдалении от данной площади). Кройцкирхе — центр духовной музыки Саксонии, знаменитый своими органными концертами, а также хором мальчиков и юношей.

## История

### Романская базилика (кон. XII в.-1447)
Самое первое культовое сооружение на месте нынешней Кройцкирхе — базилика в романском стиле — существовала за юго-восточным углом рыночной площади скорее всего ещё до формального основания Дрездена. Церковь Св. Николая, как и многие другие храмы в честь этого покровителя торговцев и рыбаков, была воздвигнута на одном из оживлённых торговых путей на восток.
В 1234 году невеста Генриха III Светлейшего Констанция Австрийская привозит в качестве приданого в Дрезден частицу Святого Креста которая с 1319 года была размещена в специально для этой цели пристроенной капелле (лат. Capella sanctae crucis). С этих времён церковь Св. Николая становится важным местом паломничества, с 1371 года упоминается в источниках только как Церковь Святого Креста. В 1388 году епископ Мейссенский официально освящает её, как церковь Zum Heiligen Kreuz. Позже это название сократилось до Kreuzkirche.

### Позднеготическая Кройцкирхе (1447—1760)
C 1447 базилика перестраивается под руководством зодчего Ханса Кумоллера в трёхнефный зальный храм в позднеготическом стиле. Едва завершённую постройку вплоть до ризницы уничтожает городской пожар 15 июня 1491 года. По всей вероятности, проект восстановления Кройцкирхе на фундаменте сгоревшей предшественницы разработал ещё престарелый Кумоллер. Осенью 1499 года восстановленную церковь освящают.
Именно в Кройцкирхе прошла первая в городе лютеранская служба, ознаменовавшая введение в альбертинской Саксонии Реформации. Изменения во внутреннем убранстве церкви не заставили себя ждать — уже в 1544 году появляются каменные эмпоры, оборудованные сидячими местами для прихожан.

#### Алтарь Ханса Вальтера II в старой Кройцкирхе
В 1574—1579 гг. Ханс Вальтер II создаёт двухъярусный алтарь на тему Тайной вечери, который был призван заменить все находившиеся в Кройцкирхе алтари и, прежде всего, алтарь посвящённый Деве Марии. Верхняя его часть изображает распятого Иисуса и двух ангелов, над ним простирает благословляющую десницу Бог-Отец. Римские цифры от I до X символизируют Десять заповедей. Вокруг Бога-Отца изображены четыре евангелиста. Слева и справа от алтаря расположены скульптуры Иоанна Крестителя и апостола Павла.
Творение Ханса Вальтера II считается последним шедевром дрезденской школы ваяния XVI века. Перенесённый из Кройцкирхе после её разрушения в ходе Семилетней войны, алтарь более столетия находился в дрезденской Анненкирхе, а с 1906 года его можно осмотреть в церкви города Бад-Шандау в Саксонской Швейцарии.

#### Строительство колокольни
В 1579—1584 возводится необычная квадратная колокольня высотой 91,81 метров, увенчанная трёхчастным щипцом. Целых полтора столетия она оставалась одним из главных символов Дрездена. Вид Кройцкирхе с импозантной колокольней увековечил на своих полотнах псевдо-Каналетто. 
Во время Семилетней войны (в результате обстрела прусской артиллерией в 14 апреля 1760 года) Кройцкирхе получила серьёзные повреждения, а спустя пять лет, когда работы по её восстановлению под руководством Ханса Георга Шмидта (шурина Георга Бера) шли полным ходом, обрушилась после продолжительных ливней часть колокольни, после чего её остатки были снесены. Это в немалой степени подорвало доверие городских властей к Шмидту и усилило влияние классицистской школы во главе с Ф. А. Крубзациусом.
В результате длительных споров победу в конкурсе проектов на возведение колокольни Кройцкирхе одержал классицист Кристиан Фридрих Экснер, который (под влиянием вновь оказавшегося в 1766 году в Дрездене Гаэтано Кьявери — зодчего Хофкирхе, а также самого Шмидта) составил выполненные в стиле барокко планы по внутреннему убранству церкви. В 1769 году курфюрст и будущий король Фридрих Август перепоручил строительство ученику Крубзациуса К. Г. Айгенвиллигу возведение Кройцкирхе, оставив при этом шмидтовские планы внутреннего убранства без изменения.
Возведение церкви вновь натолкнулось на сложности при проектировании колокольни, которые, продлившись несколько десятилетий, наконец, увенчались созданием колокольни в стиле барокко высотой 94 м. Новая колокольня, как и её предшественница, доминирует в панораме Старой рыночной площади (Альтмаркт). Лишь в 1792 году, почти 30 лет после обрушения, новая Кройцкирхе (чьё возведение обошлось казне в общую сумму 415 527 талеров) была освящена.

### Новейшее время
В результате пожара 1892 года полностью выгорел неф. Дрезденская фирма архитекторов «Шиллинг & Гребнер», разработавшая среди прочего и проект Ционкирхе (Zionkirche), подготовили план восстановления внутреннего убранства Кройцкирхе в стиле модерн. Эта работа ваятелей и зодчих была безвозвратно утрачена в феврале 1945 года, когда после попадания зажигательных бомб Кройцкирхе в очередной раз выгорела. Уже в 1955 году Кройцкирхе освятили в четвёртый раз в её истории. При восстановительных работах исторически верная реконструкция внешнего облика Кройцкирхе имела приоритет. Во многом по этой причине во внутреннем оформлении был выбран подчёркнуто аскетический стиль. Покрытые грубой штукатуркой стены совершенно лишены декоративных элементов..
Во время событий «мирной революции» в 1980-х годах Кройцкирхе стала важным центром борьбы за гражданские права в ГДР. Именно здесь с 1982 года проходил приуроченный к 13 февраля (дате бомбардировки Дрездена) «Форум мира», а в 1989 году Кройцкирхе предоставляла манифестантам и активистам защиту в своих стенах от преследований со стороны властей. Сейчас об этой роли Кройцкирхе в истории Германии напоминает концептуальный памятник поблизости от входа. Две балансирующие друг на друге кубические фигуры напоминают о том, что даже кажущиеся незыблемыми вещи могут в одночасье прийти в движение.

## Описание
Архитектурное решение Кройцкирхе отличается строгостью. В её архитектуре нет ни монументальности Фрауэнкирхе, ни позднебарочного очарования Хофкирхе, зато заметно влияние французского барокко, которое было в большей степени ориентировано на формы классицизма. Особенно выделяется массивный аттик, скрывающий нижнюю часть крыши.

Во внутреннем убранстве прежде всего выделяется чудом сохранившаяся в огне пожара февраля 1945 года алтарная картина художника Антона Дитриха «Распятие Христа» (1900), а равно созданный тогда же рельеф, изображающий первую лютеранскую службу в Дрездене (работа Хайнриха Эплера). 
Пять колоколов Кройцкирхе отлиты в 1899 году семьёй мастеров «Франц Шиллинг и сыновья», а самый большой бронзовый колокол весит 11,5 тонн.

## Хор Кройцкирхе
Кройцкирхе славится хором мальчиков и юношей, гастролирующим по всему миру. История хора уходит в глубину веков — ему более 700 лет. Хор составляют 140 мальчиков и юношей в возрасте от 9 до 19 лет. Напротив церкви стоит памятник 22-му кантору хора Юлиусу Отто в окружении учеников. С недавних пор рядом стоит элегантная скульптура мальчика-хориста наших дней.

## Прочее
Кройцкирхе открыта для посещения с пон. по суб. с 10 до 18 часов, а также в воскресенье с 12 часов. За небольшую плату имеется возможность подняться на находящуюся на высоте 54 м смотровую площадку колокольни. В боковых нефах церкви часто проходят выставки. Интересны также органные концерты «Орган ровно в три» (Orgel punkt drei) по вторникам и четвергам в 15:00. Они дают возможность послушать самый большой в Дрездене орган фирмы Jehmlich. Концерты длятся пятнадцать минут и проходят с апреля по конец ноября.